# Запоріжкокс
«Запорíжкокс» — одне з найбільших коксохімічних підприємств України, розташоване в місті Запоріжжя. Виробляє близько 10 % всього виробленого в Україні коксу і перебуває в переліку заводів, що мають стратегічне значення для економіки.
Головний покупець продукції підприємства — металургійний комбінат «Запоріжсталь». Вугільну сировину підприємство отримує від постачальників з України, Росії, США, Канади. Входить до групи «Метінвест Холдинг». Продукцію експортує до Туреччини, Єгипту, Чехії та країн Балтії.

## Історія
Будівництво підприємства було пов'язане зі спорудженням енергетичної бази півдня України — Дніпровської ГЕС і металургійного комплексу в Запоріжжі.
Запорізький коксохімічний завод був побудований у 1934 році з метою забезпечення потреб у коксі «Запоріжсталі».
19 квітня 2019 року підприємство «Запоріжкокс» відзначило 85-річчя з моменту заснування. За 85 років на підприємстві виготовили 114 мільйонів тонн коксу.

### Евакуація
Після початку німецько-радянської війни, у зв'язку з наближенням лінії фронту до міста, завод був евакуйований на схід.
У 1952 році завод був відновлений.

### Модернізація
У 1980-х роках здійснена реконструкція та модернізація виробництва.
18 лютого 1980 року на Запорізькому коксохімічному заводі була введена в експлуатацію коксохімічна батарея № 1 потужністю 1 млн тонн доменної сировини на рік.
14 грудня 1982 року була введена в експлуатацію коксохімічна батарея № 2 потужністю 1 млн тонн коксу на рік.

### Приватизація
15 травня 1995 року Кабінет міністрів України ухвалив рішення про приватизацію підприємства.
У серпні 1997 року завод був включений в перелік підприємств, що мають стратегічне значення для економіки і безпеки України.
До початку 1999 року найбільшим пакетом акцій підприємства в розмірі 48,85 % володіло ЗАТ «Інвестиційна компанія „Трудінвест“», засновниками якої виступали 14 фізичних осіб, що були керівниками ВАТ «Запоріжкокс». Надалі, це закрите акціонерне товариство (дві третини статутного фонду) спільно з ВАТ «Запоріжкокс» (третина статутного фонду) створили ВАТ «Торговий дім „Запоріжкокс“», яке охопило 19,88 % акцій заводу.
До початку 2002 року акціями «Запоріжкокс» володіли 16 керівників підприємства і 5 фірм, при цьому 30 % акцій було зосереджено у ВАТ «Запоріжсталь».
Влітку 2012 року, з дозволу Антимонопольного комітету України, контрольний пакет акцій «Запоріжкокс» перейшов у власність голландської «Private Limited Liability Company Metinvest BV» (дочірньої компанії транснаціональної гірничо-металургійної групи «Метінвест»).
У 2016 році загальними зборами акціонерів було прийнято рішення про перетворення форми власності «Публічного акціонерного товариства» у «Приватне акціонерне товариство».

## Сучасний стан
52,4 % акцій ПАТ «Запоріжкокс» належить групі «Метінвест» і 42,7 % «Запоріжсталь».
«Запоріжкокс» реалізує програму капітального ремонту коксових батарей № 5 і № 6 потужністю 720 тис. т коксу на рік. Ремонтні роботи проводяться без зупинення виробництва і розраховані на період 2017-2021 рр. Бюджет програми – 250 млн грн.

### Виробничі та фінансові показники
Обсяг експорту в першому півріччі 2001 року — 51,5 млн ₴ (10,191 млн доларів США).
Об'єм продукції у 2005 році становив 1,8858 млн тонн коксу (5-те місце в Україні — 10,0 %).
2011 рік завод закінчив зі збитками 227,407 млн ₴, 2012 рік — закінчив зі збитками 18,039 млн ₴.
У 2013 році завод виробив 1,15 млн тонн коксу
У січні-травні 2015 року завод скоротив виробництво, за цей період було випущено 430 тис. тонн коксу.

### Об'єми виробництва (кокс валовий)
2012 — 1326 тис. т
2013 —1238 тис. т
2014 — 1207 тис. т
2015 — 823 тис. т
2016 — 880 тис. т
2017 — 895 тис. т
2018 — 894 тис. т

### Персонал та зарплатня
Чисельність персоналу — 729 осіб (станом на 31 грудня 2019 р.).
Середня заробітна плата (до стягнення податків на рівні працівника) — 302 тис. грн на рік.

### Вибух 16 березня 2017 року
16 березня 2017 року на заводі стався вибух, в результаті якого загинули 4 людини. Його причиною стало займання парів бензолу під час проведення зварювальних робіт.

## Додаткова інформація
- Підприємство було спонсором однойменного міні-футбольного клубу, який виступав у чемпіонаті України впродовж 1998—2002 років.